# Мищенки (Люботинська міська громада)
Ми́щенки — село в Україні, у Харківському районі Харківської області. Населення становить 176 осіб. Колишній орган місцевого самоврядування — Манченківська селищна рада.

## Географія
Село Мищенки примикає до смт Манченки, на відстані 1 км розташовані селище Ударне і село Горіхове. Поруч із селом проходить залізниця, найближчі станції Манченки і Горіховий Гай (1,5 км). До села примикає лісовий масив.

## Історія
Перші згадки про хутір «Міщенков Валковского уезда» датуються 1864 роком.